# Brown Hills
Brown Hills är en kulle i Antarktis. Den ligger i Östantarktis. Australien gör anspråk på området. Toppen på Brown Hills är 1 269 meter över havet.
Terrängen runt Brown Hills är lite bergig. Trakten är obefolkad. Det finns inga samhällen i närheten. 